# Foot Ball Club Spezia 1906 1971-1972
Questa voce raccoglie le informazioni riguardanti il Foot Ball Club Spezia 1906 nelle competizioni ufficiali della stagione 1971-1972.

## Stagione

Roberto Rolla, al secondo e ultimo anno a Spezia, assurge a migliore marcatore stagionale dei bianconeri.

Nella stagione 1971-1972 lo Spezia disputa il girone B del campionato di Serie C, con 36 punti si piazza in dodicesima posizione, il torneo è stato vinto dall'Ascoli con 58 punti che sale in Serie B, retrocedono in Serie D la Sangiovannese con 30 punti, l'Imola con 29 punti e l'Entella di Chiavari con 20 punti.
Nell'estate del 1971 viene eletto presidente dello Spezia il Prof. Emilio Vanni, la panchina bianconera viene affidata all'emergente tecnico Gianni Corelli. In sede di mercato sono apportate ampie modifiche alla rosa, se ne vanno Angelo Spanio, Marcello Grassi, Alfredo Polato e Mario Pellizzoni. I nuovi arrivati sono il Centravanti Marco Biloni dal Brescia, il difensore Eugenio Perico in arrivo dall'Atalanta, l'interno Luigi Cappanera dalla Sampdoria e l'ala Ilario Magnoni dalla Carrarese. L'obiettivo è quello di ottenere una tranquilla salvezza. La squadra degli aquilotti si regge sulle reti di Roberto Rolla, ne realizza 9 in campionato, e su un modulo di gioco che manda a rete un po' tutti. Nell'era del catenaccio si segna poco e si pareggia molto e chi ha qualcosa in più, come l'Ascoli di Costantino Rozzi e Carletto Mazzone, stravince il campionato, e in due anni conquista la massima serie. Per lo Spezia undicesimo posto e la soddisfazione di sbancare Parma (0-1) seconda forza del campionato.

## Rosa
| N. |                   | Ruolo | Calciatore           |
| -- | ----------------- | ----- | -------------------- |
|    | Italia (bandiera) | A     | Marco Biloni         |
|    | Italia (bandiera) | C     | Giampaolo Bonanni    |
|    | Italia (bandiera) | P     | Roberto Brustenga    |
|    | Italia (bandiera) | D     | Vito Callioni        |
|    | Italia (bandiera) | C     | Luigi Cappanera      |
|    | Italia (bandiera) | A     | Giovanni Console     |
|    | Italia (bandiera) | P     | Antonio Dal Poggetto |
|    | Italia (bandiera) | C     | Ilario Dido          |
|    | Italia (bandiera) | D     | Enrico Dordoni       |
|    | Italia (bandiera) | D     | Furio Finetti        |

| N. |                   | Ruolo | Calciatore          |
| -- | ----------------- | ----- | ------------------- |
|    | Italia (bandiera) | C     | Giorgio Giulietti   |
|    | Italia (bandiera) | A     | Ilario Magnoni      |
|    | Italia (bandiera) | D     | Osvaldo Motto       |
|    | Italia (bandiera) | D     | Eugenio Perico      |
|    | Italia (bandiera) | A     | Van Puc Pettinaroli |
|    | Italia (bandiera) | A     | Corrado Poletto     |
|    | Italia (bandiera) | A     | Roberto Rolla       |
|    | Italia (bandiera) | C     | Lorenzo Rollando    |
|    | Italia (bandiera) | D     | Marco Zignego       |

## Risultati

### Serie C

#### Girone di andata
| Arbitro: | Laurenti (Padova) |

|                                          |           |  |
| Rolla 62’ (rig.), 45’, 83’ Cappanera 55’ | Marcatori |  |

| Arbitro: | Giardini (Legnano) |

|           |           |           |
| Rolla 45’ | Marcatori | 51’ Rossi |

| Rimini 26 settembre 1971 3ª giornata | Rimini           | 0 – 0 | Spezia | Stadio Romeo Neri\| Arbitro: \| Scolari (Verona) \| |
| Arbitro:                             | Scolari (Verona) |       |        |                                                     |

| Arbitro: | Zacchetti (Milano) |

|              |           |            |
| Callioni 11’ | Marcatori | 66’ Santon |

| Arbitro: | Gonella (Torino) |

|  |           |           |
|  | Marcatori | 78’ Rolla |

| Arbitro: | Laurenti (Padova) |

|  |           |           |
|  | Marcatori | 68’ Rolla |

| Arbitro: | Mascia (Milano) |

|  |           |               |
|  | Marcatori | 62’ Bazzarini |

| Chiavari 31 ottobre 1971 8ª giornata | Entella Chiavari | 0 – 0 | Spezia | Stadio Comunale\| Arbitro: \| Fuschi (Pescara) \| |
| Arbitro:                             | Fuschi (Pescara) |       |        |                                                   |

| La Spezia 7 novembre 1971 9ª giornata | Spezia            | 0 – 0 | Pisa | \| Arbitro: \| Andreoli (Padova) \| |
| Arbitro:                              | Andreoli (Padova) |       |      |                                     |

| Arbitro: | Vaccaro (Torino) |

|                         |           |                    |
| Croci 59’ Benesperi 68’ | Marcatori | 6’ (aut.) Marongiu |

| La Spezia 21 novembre 1971 11ª giornata | Spezia           | 0 – 0 | Parma | Stadio Alberto Picco\| Arbitro: \| Marino (Taranto) \| |
| Arbitro:                                | Marino (Taranto) |       |       |                                                        |

| Arbitro: | Perissinotto (Venezia) |

|              |           |  |
| Rubinato 70’ | Marcatori |  |

| Arbitro: | Martinelli (Catanzaro) |

|              |           |               |
| Rollando 70’ | Marcatori | 47’ Carnevali |

| Arbitro: | Lanzetti (Viterbo) |

|           |           |  |
| Rolla 19’ | Marcatori |  |

| Arbitro: | Governa (Alessandria) |

|                        |           |  |
| Bonetti 59’ Donati 61’ | Marcatori |  |

| Arbitro: | Agnolin (Bassano del Grappa) |

|             |           |              |
| Poletto 27’ | Marcatori | 85’ Giuntini |

| Arbitro: | Busalacchi (Palermo) |

|                                       |           |  |
| Bertarelli 48’, 89’ Pagani 75’ (rig.) | Marcatori |  |

| Arbitro: | Marti (Napoli) |

|               |           |                |
| Cappanera 76’ | Marcatori | 86’ Ciccotelli |

| Arbitro: | Lops (Torino) |

|                                |           |                   |
| Pesenti 10’ Bellisari 51’, 88’ | Marcatori | 57’, 85’ Callioni |

#### Girone di ritorno
| Prato 31 gennaio 1972 20ª giornata | Prato             | 0 – 0 | Spezia | Stadio Lungobisenzio\| Arbitro: \| Ambrosio (Napoli) \| |
| Arbitro:                           | Ambrosio (Napoli) |       |        |                                                         |

| Arbitro: | Martinelli (Catanzaro) |

|                            |           |                     |
| Dossena 43’ Giampaglia 70’ | Marcatori | 9’ Biloni 28’ Rolla |

| Arbitro: | Iseppi (San Donà di Piave) |

|           |           |             |
| Biloni 7’ | Marcatori | 34’ Menconi |

| Arbitro: | Benedetti (Roma) |

|                            |           |  |
| Pieri 6’ Stevan 51’ (rig.) | Marcatori |  |

| La Spezia 6 marzo 1972 24ª giornata | Spezia           | 0 – 0 | Maceratese | Stadio Alberto Picco\| Arbitro: \| Scolari (Verona) \| |
| Arbitro:                            | Scolari (Verona) |       |            |                                                        |

| Arbitro: | Sancini (Bologna) |

|                   |           |                                |
| Perico 62’ (rig.) | Marcatori | 53’ (rig.) Vitali 54’ Simonato |

| Arbitro: | Tempio (Catania) |

|                         |           |                         |
| Dianti 29’ Fragasso 35’ | Marcatori | 17’ Console 37’ Poletto |

| Arbitro: | Albertini (Milano) |

|            |           |          |
| Biloni 59’ | Marcatori | 52’ Bini |

| Arbitro: | Prati (Parma) |

|  |           |            |
|  | Marcatori | 16’ Biloni |

| La Spezia 17 aprile 1972 29ª giornata | Spezia            | 0 – 0 | Olbia | Stadio Alberto Picco\| Arbitro: \| Ambrosio (Napoli) \| |
| Arbitro:                              | Ambrosio (Napoli) |       |       |                                                         |

| Arbitro: | Sgherri (Grosseto) |

|  |           |                   |
|  | Marcatori | 80’ (rig.) Perico |

| Arbitro: | Esposito (Torre Annunziata) |

|             |           |            |
| Console 10’ | Marcatori | 1’ Bologna |

| San Benedetto del Tronto 7 maggio 1972 32ª giornata | Sambenedettese   | 0 – 0 | Spezia | Stadio Fratelli Ballarin\| Arbitro: \| Bonassi (Milano) \| |
| Arbitro:                                            | Bonassi (Milano) |       |        |                                                            |

| San Giovanni Valdarno 14 maggio 1972 33ª giornata | Sangiovannese   | 0 – 0 | Spezia | Stadio Virgilio Fedini\| Arbitro: \| Schena (Foggia) \| |
| Arbitro:                                          | Schena (Foggia) |       |        |                                                         |

| Arbitro: | De Fazio (Torino) |

|            |           |  |
| Perico 37’ | Marcatori |  |

| Arbitro: | Fuschi (Pescara) |

|  |           |                        |
|  | Marcatori | 26’ Callioni 83’ Rolla |

| Arbitro: | Pesciarelli (Roma) |

|  |           |               |
|  | Marcatori | 36’ Campanini |

| Giulianova 11 giugno 1972 37ª giornata | Giulianova            | 0 – 0 | Spezia | Stadio Rubens Fadini\| Arbitro: \| Martnelli (Catanzaro) \| |
| Arbitro:                               | Martnelli (Catanzaro) |       |        |                                                             |

| Arbitro: | Tempio (Catania) |

|                  |           |                                  |
| Poletto 78’, 88’ | Marcatori | 27’, 35’ Cavallino 76’ Prunecchi |